# 텔아비브 대도시권

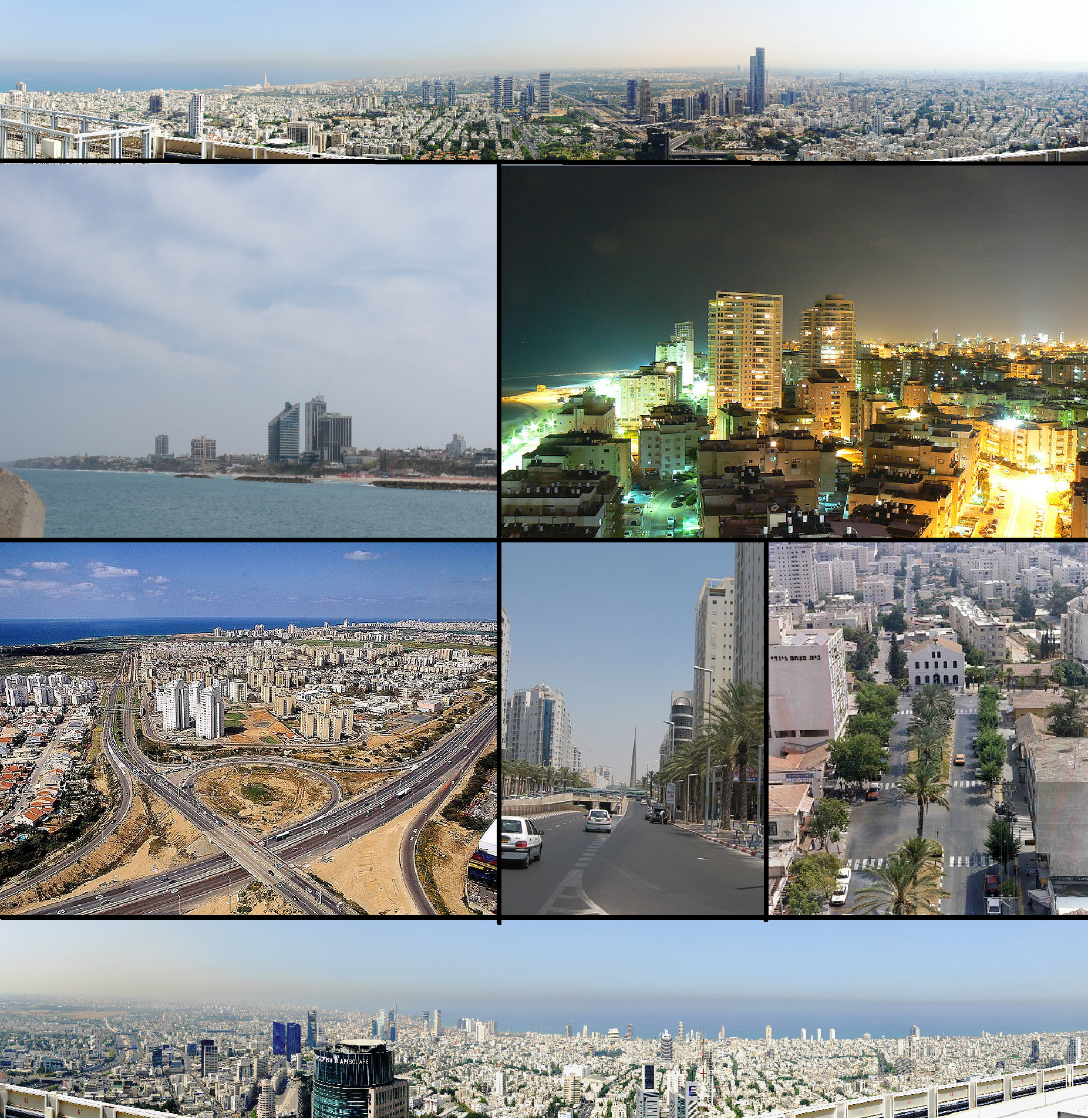
텔아비브 대도시권

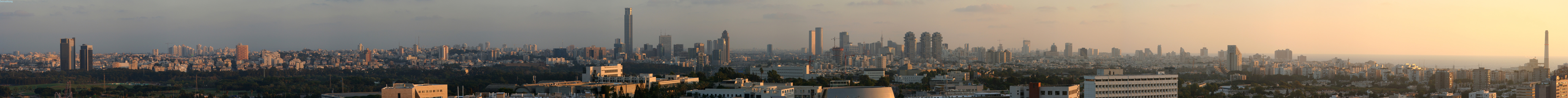

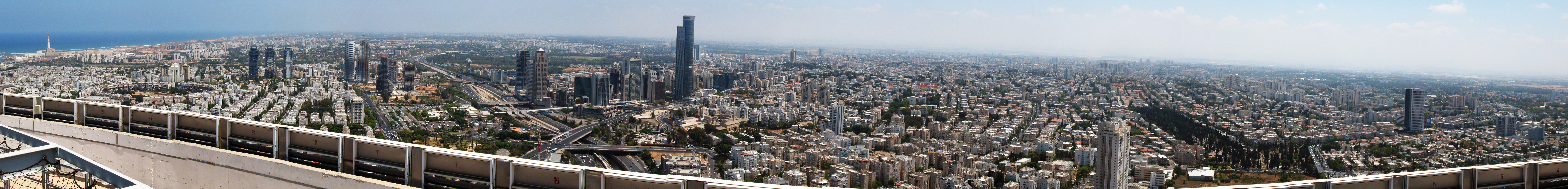

텔아비브 대도시권(히브리어: מטרופולין תל אביב) 또는 구슈 단(히브리어: גּוּשׁ דָּן)은 이스라엘의 도시 텔아비브를 중심으로 하는 대도시 지역이다.

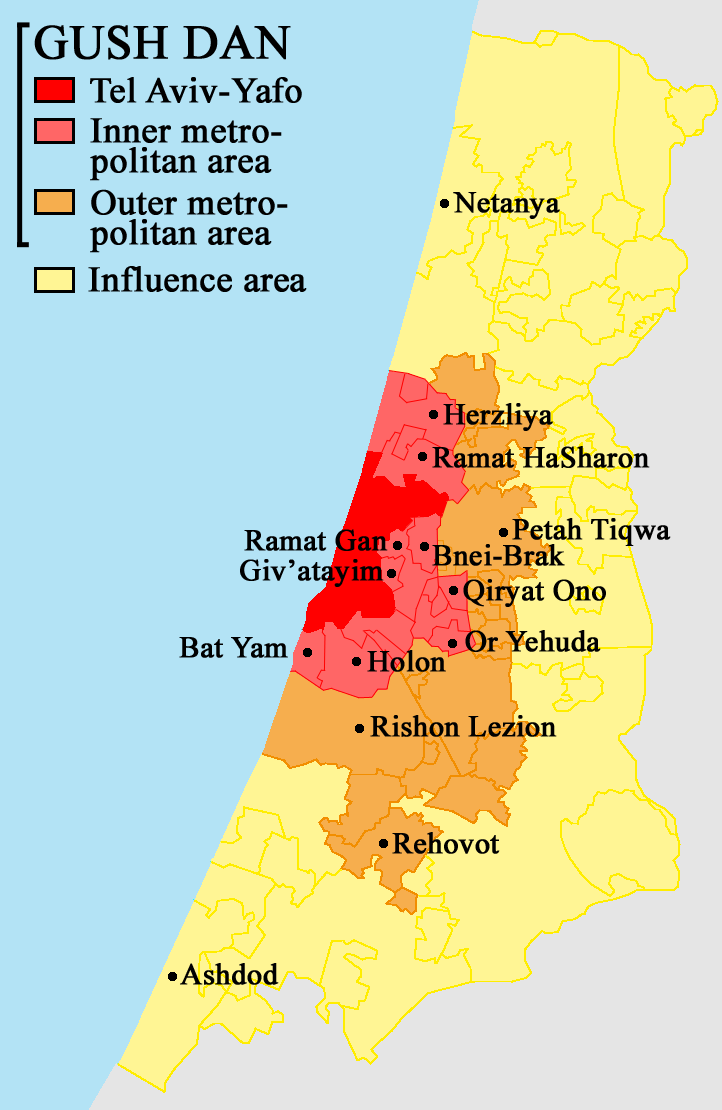
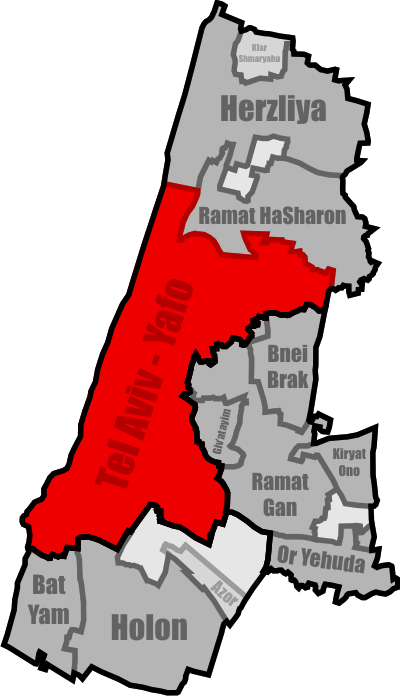
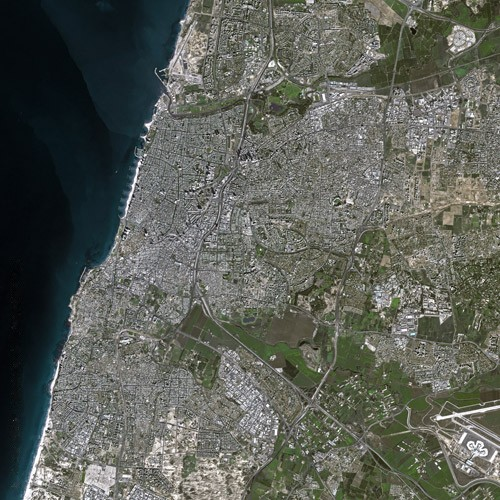
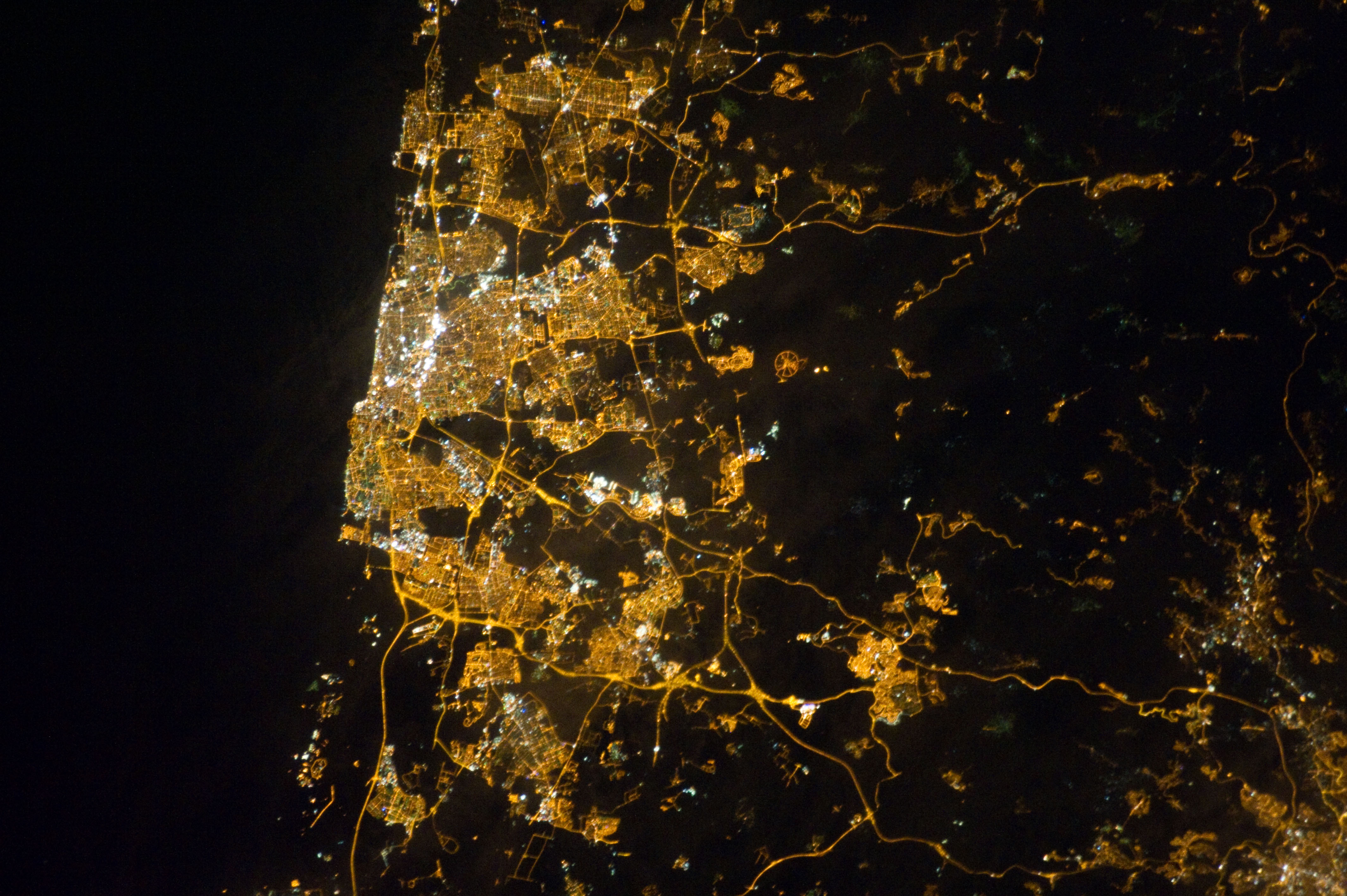

## 같이 보기
- 이스라엘의 도시 목록